# Tsedengiin Janchiv
Tsedengiin Janchiv (en mongol: Цэдэнгийн Жанчив; 1914-1993) fue un militar y político comunista mongol que se desempeñó como ministro de Defensa de 1950 a 1952 y como ministro del Interior de 1952 a 1956.

## Biografía
Nació en 1914 como el segundo hijo de un pastor llamado Kh. Tsedeng en un lugar llamado Bor Tolgoi, detrás de la montaña Zuun Bogd, en la actual provincia de Övörhangay.
Después de graduarse en la escuela en 1928, trabajó como empleado de un sum, comerciante y jefe de célula sindical desde 1929. En 1930, después de graduarse en la Escuela Central del Partido Revolucionario Popular de Mongolia, trabajó como asistente, representante pleno y superior y jefe de una unidad y departamento especial en el Departamento de Seguridad Interna. Entre 1935 y 1936 completó un curso profesional especial en la Unión Soviética y en 1947 se graduó en la Academia Político-Militar Lenin de Moscú.
Entre 1948 y 1950 ocupó el puesto de subjefe del Estado Mayor de las Fuerzas Armadas de Mongolia, entre 1950 y 1952 se desempeñó como ministro de Defensa Nacional, luego, de 1952 a 1956, fue ministro del Interior y entre 1956 y 1958 asumió el puesto de jefe del Departamento de Gestión de la Industria de Metales No Ferrosos.
Entre 1958 y 1959, fue ministro de Geología y Minería de Mongolia y, desde 1959 hasta su jubilación, se desempeñó como jefe del Fideicomiso de Construcción de la ciudad de Ulán Bator, jefe del Departamento de Electricidad, Fontanería e Instalación de la ciudad de Ulán Bator, especialista a cargo de la construcción especial en las Minas y especialista a cargo de las relaciones exteriores en el Ministerio de Construcción.
Murió en 1993 en Ulán Bator.